# Мамутонес

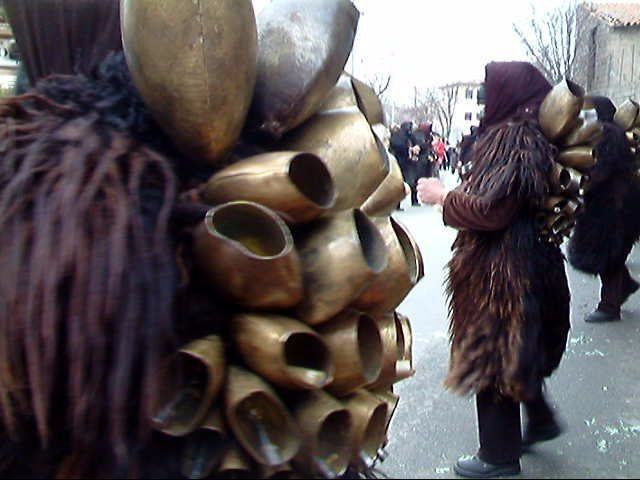
Мамутонес

Мамутонес, а также Исохадорес — характерные традиционно одетые персонажи карнавальных шествий в городе Мамояда (зона Барбаджа острова Сардиния, Италия). Роли во время шествия у этих персонажий различаются. Мамутонес идут тяжело нагруженные, молчащие на протяжении всей процессии, с мрачными взглядами. Исохадорес, наоборот одеты ярко, они руководят шествием и своеобразным танцем Мамутонес.

## История
Происхождение традиции обрядового шествия мамутонес до сих пор обсуждается и единого мнения на этот счет нет. Как пишет Marcello Madau, археолог из академии искусств в Сассари, письменные источники о происхождении традиции с древних времен отсутствуют. По мнению другого исследователя Wagner есть устные свидетельства, что шествия с участием мамутонес проходили ещё в XIX веке. Есть те, кто считает, что традиция мамутонес зародилась во времена нуражской культуры, как часть языческих обрядов для поклонения богам, защищающим животных от плохих духов и помогающим пастухам собрать стадо. Возможно это было празднование в честь сбора урожая или праздник пастухов, а образ быка представлялся как аналог тотемного животного для этой местности. Среди других гипотез выделяется версия, что традиция шествия мамутонес связана с победой пастухов Барбаджи над сарацинами (хоть эта горная зона Сардинии не примыкает к морю, но сарацины совершали набеги и на её территорию). Следуя этой версии, мамутонес это прообраз пленных сарацин, которые были связаны, обвешаны бычими колокольчиками и с позором проведены под эскортом по городу (аналог русского "сажей вымазать и в перьях вывалять"). Также есть малопопулярные версии связи шествия мамутонес с культом Диониса (виндемии), праздником сбора винограда или с обрядом, отражающим смену времён года.

## Маски и одеяние

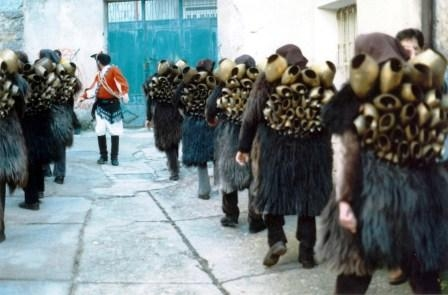
Мамутонес во главе с исохадорес

Маска на лице мамутонес чёрного цвета, застывшая в гримасе (у исохадорес наоборот белая), сделана из дерева и крепится на лице с помощью кожаного ремня, голова покрывается женским чёрным платком. Тело мамутонес обёрнуто шкурами чёрных овец, а на спине крепится целая армада колокольчиков для животных. Исохадорес носит берет (Беритас), белую маску с нейтральным выражением, красную куртку с золотыми пуговицами, белую рубашку и штаны. Его ремень через плечо украшен бронзовыми бубенчиками, на поясе подвязан вышитый платок и верёвка с лассо для ловли животных. Обут он в кожаные ботинки.
Маски изготавливаются из различных пород дерева для мамутонес с чернением. Используется древесина инжира, ольхи и вяза, некоторые изготавливают из каштана и ореха. По древней традиции маски изготавливались преимущественно из дикой груши.

## Карнавал в Мамояде
Процессия начинается во второй половине дня и продолжается до позднего вечера. В начале дня все участники шествия стараются много не есть и не пить, ведь представление требует затраты сил, а ремни, на которые прикреплены тяжёлые колокольчики, сильно сдавливают грудь во время прыжков. Выступления мамутонес и исохадорес не напоминают обычный беспорядочный весёлый карнавал, они имеют чёткий порядок и свои роли, и скорее серьёзны, как военный кортеж. Их тяжёлые шаги, служащие для продвижения и звона колоколов имеют свой чёткий ритм и своеобразный танец. «Танцующая процессия», так назвал мамутонес этнолог Рафаэлло Марчи, который наблюдал процессию в 40-х годах XX века.